# جیمز سنت کلر-ارسکین
جیمز سنت کلر-ارسکین (انگلیسی: James St Clair-Erskine, 2nd Earl of Rosslyn; ۶ فوریهٔ ۱۷۶۲ – ۱۸ ژانویهٔ ۱۸۳۷) نظامی و سیاست‌مدار اهل پادشاهی بریتانیای کبیر بود.